# 載岱
奉恩輔國公載岱（穆麟德轉寫：dzai dai；1802年8月1日—1874年8月18日），閒散宗室奕芝第二子，母正室那穆都魯氏，其父為色楞額，理親王系第九代。
他在嘉慶七年七月（1802年）出生，道光十二年六月（1832年）襲封祖父綿瓝的奉恩將軍爵位，道光十九年正月（1839年）到接替被廢的族叔奕顥成為理親王第九代。
同治十三年七月（1874年）他去世，虛齡七十三歲，由長子溥豐理親王系第十代，不過不再遞降，仍舊是奉恩輔國公。